# Morro de São Paulo
Morro de São Paulo är en udde i Brasilien.   Den ligger i delstaten Bahia, i den östra delen av landet, 1 000 km öster om huvudstaden Brasília.
Terrängen inåt land är platt. Havet är nära Morro de São Paulo åt nordost. Närmaste större samhälle är Valença, 16,9 km väster om Morro de São Paulo.